# پیشین‌زیستی میانه
| ابردوران   | دوران  | دوره      | دیرینگی (میلیون سال) |
| ---------- | ------ | --------- | -------------------- |
| پیشین‌زیستی | نو     | ادیاکاران | ۶۳۵ - ۵۴۱            |
| پیشین‌زیستی | نو     | کریوژنین  | ۸۵۰ - ۶۳۵            |
| پیشین‌زیستی | نو     | تونین     | ۱۰۰۰ - ۸۵۰           |
| پیشین‌زیستی | میانه  | استنین    | ۱۲۰۰ - ۱۰۰۰          |
| پیشین‌زیستی | میانه  | اکتاسین   | ۱۴۰۰ - ۱۲۰۰          |
| پیشین‌زیستی | میانه  | کالیمین   | ۱۶۰۰ - ۱۴۰۰          |
| پیشین‌زیستی | دیرینه | استاترین  | ۱۸۰۰ - ۱۶۰۰          |
| پیشین‌زیستی | دیرینه | اوروسیرین | ۲۰۵۰ - ۱۸۰۰          |
| پیشین‌زیستی | دیرینه | ریاسین    | ۲۳۰۰ - ۲۰۵۰          |
| پیشین‌زیستی | دیرینه | سیدرین    | ۲۵۰۰ - ۲۳۰۰          |

پیشین‌زیستی میانه (انگلیسی: Mesoproterozoic) دوران زمین‌شناسی است که در میانهٔ اَبَردوران (ائون) پیشین‌زیستی قرار داشت. پیشین‌زیستی میانه از ۱٫۶ تا ۱ میلیارد سال پیش را دربرگرفته و شامل سه دوره زیر است:
- کالیمین (۱٫۶ – ۱٫۴ میلیارد سال پیش).
- اکتاسین (۱٫۴ – ۱٫۲ میلیارد سال پیش).
- استنین (۱٫۲ – ۱ میلیارد سال پیش).